# Route départementale 97 (Essonne)
Pour les articles homonymes, voir Route départementale 97.
La route départementale 97 est une route départementale située dans le département français de l'Essonne et dont l'importance est aujourd'hui restreinte à la circulation routière locale. Elle assure la liaison routière entre les centres urbains d'Arpajon et de Limours.

## Itinéraire
La route départementale 97 assure la liaison entre la route nationale 20 à Arpajon et Limours.
- Arpajon, elle démarre son parcours à l'intersection avec la route nationale 20 et la route départementale 449 sous l'appellation Route de Limours.
- Ollainville, elle entre par l'est en conservant son appellation et rencontre la route départementale 116.
- Bruyères-le-Châtel, elle entre par l'est et conserve son appellation dans tout sa traversée du territoire.
- Fontenay-lès-Briis, elle entre par l'est en prenant l'appellation de Rue Charles-Ferdinand Dreyfus, elle croise la route départementale 3 puis devient la Rue de la Source à l'entrée dans le bourg puis la Rue de la Tourelle jusqu'à sa sortie du territoire.
- Briis-sous-Forges, elle perd sa dénomination à son entrée dans la commune et passe sous la LGV Atlantique et l'autoroute A10 avant de suivre une déviation par le sud du village, elle croise la route départementale 152 et la route départementale 131.
- Forges-les-Bains, elle entre au sud-est et devient la Route d'Arpajon puis la Rue du Docteur Babin et prend l'appellation de Rue du Général Leclerc jusqu'à sa sortie du territoire.
- Limours, elle accède à l'extrême sud-est pour rejoindre la route départementale 838 et emprunter son tracé jusqu'au centre-ville.

## Pour approfondir